# Elkford
Elkford är en ort i Kanada.   Den ligger i provinsen British Columbia, i den södra delen av landet, 2 900 km väster om huvudstaden Ottawa. Elkford ligger 1 518 meter över havet och antalet invånare är 2 585.
Terrängen runt Elkford är kuperad åt sydost, men åt nordväst är den bergig. Runt Elkford är det ganska glesbefolkat, med 27 invånare per kvadratkilometer.. Det finns inga andra samhällen i närheten. 
I omgivningarna runt Elkford växer i huvudsak barrskog.